# Daniel Di Tomasso
Daniel di Tomasso (ur. 30 stycznia 1983 w Montrealu, w Kanadzie) – kanadyjski model i aktor telewizyjny pochodzenia włoskiego.

## Życiorys
Urodził się i wychował w Montrealu. Pracował jako model dla Ford Agency. Brał udział w kampaniach reklamowych dla Giorgio Armaniego i L’Oréal.

## Filmografia

### Seriale
- 2012: Piękna i Bestia (Beauty and the Beast) jako Zeke
- 2013: CSI: Kryminalne zagadki Las Vegas (CSI: Crime Scene Investigation) jako Santo
- 2013-2014: Czarownice z East Endu (Witches of East End) jako Killian Gardiner / Edgar Allan Poe / dr Dashiel 'Dash' Gardiner
- 2016: Grimm jako Mark Nelson
- 2016: Good Girls Revolt jako Chad
- 2016-2017: Poza czasem jako Noah (4 odcinki)
- 2016-2017: Mroczne zagadki Los Angeles (Major Crimes) jako Wes Nolan
- 2018: Chicago Fire jako Zach Torbett
- 2019: Brooklyn 9-9 jako młody Gio Costa
- 2019-2020: Dynastia (Dynasty) jako Fletcher Myers
- 2020: The Good Doctor jako Zane Lumet

### Filmy
- 2015: Jak Sarah została aniołem (How Sarah Got Her Wings) jako Hank
- 2016: Blood is Blood jako Crew
- 2020: Christmas Ever After (TV) jako Matt
- 2020: Francuskie wyjście (French Exit) jako Tom